# Timaukel
Timaukel est une commune du Chili située dans l'extrême sud du Chili en Terre de Feu. Elle fait partie de la province de Terre de Feu, elle-même rattachée à la région de Magallanes et de l'Antarctique chilien. Le chef-lieu administratif et localité principale est Villa Cameron.

## Géographie
Le territoire de la commune de Primavera se trouve au sud de la grande île de la Terre de Feu. Il est délimité au nord par la commune de Porvenir, à l'est par la frontière avec l'Argentine, et au sud par la commune de Cabo de Hornos. Cerro Sombrero se trouve à 2 248 kilomètres à vol d'oiseau au sud de la capitale Santiago (3 054 km par la route en passant par l'Argentine) et à 343 kilomètres à l'est de Punta Arenas par la route de la capitale de la région de Magallanes.

## Démographie
La population très faible vit principalement dans des fermes dispersées. Selon le recensement de 2012 de l'Instituto Nacional de Estadísticas de Chile, la population de la commune s'élevait alors à 305 habitants , vivant sur un territoire de 10 759 km2. La population a fortement diminué depuis 1992.

## Économie
Les activités principales sont l'élevage de mouton et les scieries.

Position de Timaukel (en rouge) au sein de la région de Magallanes et de l'Antarctique chilien.